# نهائي كأس الكؤوس الأوروبية 1994
نهائي كأس الكؤوس الأوروبية 1994 هي المباراة النهائية من منافسة كأس الكؤوس الأوروبية 1993–94، أقيمت المباراة في 4 مايو 1994، في ملعب باركن، بين فريقي نادي أرسنال، ونادي بارما، وفاز فيها نادي أرسنال، بعد أن هزم نادي بارما، بنتيجة 1 - 0، وكان حكم المباراة Václav Krondl ‏، وحضر المباراة 33765 شخصاً.

## تفاصيل المباراة
لعبت المباراة النهائية في 4 مايو 1994.
| نادي أرسنال | 1 -0 | نادي بارما |
| ----------- | ---- | ---------- |
|             |      |            |